# 3本の棒
「3本の棒」（さんぼんのぼう）は、イソップ寓話のひとつ。ペリー・インデックス53番。

## あらすじ
父親が3人の息子に一本ずつ棒を渡し、折るように言う。3人とも簡単に折ることが出来る。次に3本を束にして折るように言うが、誰も折れない。そして息子たちに言う。「3人が一緒になれば一人一人の時よりも強いのだ」

## 教訓
一人一人で物事を行うよりも、協力して行う方が、大きな効果を得ることができる。

## その他
- 毛利元就の「三本の矢」にも同様のエピソードがある。しかし、元就は長男の隆元には先立たれていることなどから、後世の創作という説もある。
- 5世紀頃、中国五胡十六国時代に現在の青海地方に勢力を持っていた吐谷渾の王である阿豺が、臨終の際に後継者を従弟の慕璝に指名したものの、自分の死後に一族の間での争いが起こることを恐れ、20人もの息子を呼び寄せると、それぞれに1本の矢を出させ、そのうちの一本を慕璝の弟である慕利延に渡し、折るよう命じた。矢は容易く折れたものの、次いで阿豺が束ねた残りの19本の矢を慕利延に折らせようとしたところ、折ることが出来なかったため、阿豺は「この矢の束の様に皆が心を一つにして力を尽くしてこそ、社稷を堅固なものにすることが出来るのだ」と息子達に諭した、という3本の棒のような逸話がある。
- 旧約聖書のコヘレトの言葉4章に「三つよりの糸（綱とする場合もある）は切れにくい」という記述がある。